# (400374) 2007 WD58
(400374) 2007 WD58 es un asteroide perteneciente al cinturón de asteroides descubierto el 20 de noviembre de 2007 por el equipo del Mount Lemmon Survey desde el Observatorio del Monte Lemmon, Arizona, Estados Unidos.

## Designación y nombre
Designado provisionalmente como 2007 WD58.

## Características orbitales
2007 WD58 está situado a una distancia media del Sol de 2,415 ua, pudiendo alejarse hasta 2,694 ua y acercarse hasta 2,137 ua. Su excentricidad es 0,115 y la inclinación orbital 5,249 grados. Emplea 1371,41 días en completar una órbita alrededor del Sol.

## Características físicas
La magnitud absoluta de 2007 WD58 es 17,1. 